# بافل بانيا
بافل بانيا (بالبلغارية: Павел Баня)‏ هي مدينة صغيرة في مقاطعة ستارا زاغورا، جنوب وسط بلغاريا، تقع بين مدينتي كالوفر وكازنلاك.
في ديسمبر 2009، بلغ تعداد سكانها حوالي 2918 نسمة.
المدينة هي منتجع علاجي معروف بالمميزات الشفائية لينابيع مياهها المعدنية.

## تاريخ
تأسست المدينة في عام التحرر من السيطرة العثمانية وهو عام 1878. وعلى الرغم من أن المدينة نفسها لا تملك تاريخاً طويلاً، إلا أن المنطقة المحيطة بها قد سكنت منذ العصور القديمة. الدليل على ذلك ما عثر عليه عند إجراء حفريات أثرية من بقايا مدينة القديمة، وحمامات الرومانية وكنائس من الحقبة المسيحية المبكرة.

## المناخ
يبلغ متوسط درجة الحرارة فيها في يناير +1 درجة مئوية، وفي يوليو +22 درجة مئوية. المناخ فيها قاري، ويبلغ ارتفاعها عن سطح البحر 400 متر.

## المعالم
تقع المدينة في وادي الورود والملوك التراقيين، والذي يعج بالاكتشافات الهامة من العصور القديمة. فليس بعيداً يقع قبر الملك التراقي سيفت الثالث (Seuthes III) في تلة غولياما كوسماتكا (Golyama Kosmatka)، بالإضافة إلى تلة أوستروشا (Ostrusha). وعلى مقربة من بافل بانيا تقع مدينة كازنلاك، حيث المقبرة التراقية الشهيرة، المدرجة ضمن قائمة التراث الثقافي العالمي لليونسكو.
ينابيع المياه المعدنية الحارة في بافل بانيا تسعة، سبعة منها بدرجة حرارة من 50 إلى 61 درجة مئوية، عناصرها المعدنية قليلة وقلويتها منخفضة. أما مياه الينبوعين الآخرين فهي لا تحوي عنصر الرادون وذلك يساهم في وضع برامج علاج شخصية للمرضى. الامراض التي تعالج في بافل بانيا تقليديا هي أمراض الجهاز الحركي والجهاز العصبي المركزي والمحيطي، والعظام.
توفر بافل بانيا بصفتها مقصد سياحي ذي تقاليد فرصا متنوعة للإقامة مثل المجمعات العلاجية والفنادق وبيوت الضيافة. كل الفنادق تقريباً تحوي مسابح ومراكز سبا حديثة، حيث تتم خدمة الضيوف من قبل موظفين مؤهلين. وتنتشر في المدينة الكثير من المطاعم المتنوعة التي تقدم العديد من المأكولات البلغارية والتراقية.
بالقرب من بافل بانيا تتواجد البحيرة الاصطناعية كوبرينكا (Koprinka)، حيث تتوفر ظروف جيدة لصيد الأسماك والاستجمام وسط الطبيعة.

## توأمة
لبافل بانيا اتفاقيات توأمة مع:
- ليسكي